# Discografia de Kim Jong-hyun
A discografia do cantor sul-coreano Kim Jong-hyun (mas frequentemente creditado apenas como Jonghyun), consiste em dois álbuns de estúdio, dois álbuns de compilação, um extended play, sete singles e seis aparições em trilhas sonoras. Jonghyun lançou seu primeiro extended play, Base, em 12 de janeiro de 2015. Seu primeiro álbum compilatório, intitulado Story Op.1, foi lançado em 17 de setembro de 2015. Jonghyun lançou um single de colaboração com Heritage intitulado "Your Voice" em 18 de março de 2016, para o projeto Station. Em 24 de maio do mesmo ano, lançou seu primeiro álbum de estúdio, She Is, contendo um total de 9 músicas. Em 9 de dezembro de 2016, lançou a canção "Inspiration" para o projeto Station. Lançou seu segundo álbum compilatório, intitulado Story Op.2, em 24 de abril de 2017.  Poet | Artist é o segundo e último álbum de estúdio, lançado postumamente em 23 de janeiro de 2018, pela SM e Genie. 

## Álbuns

### Álbuns de estúdio
| Título | Detalhes | Melhores posições nas paradas | Melhores posições nas paradas | Melhores posições nas paradas | Melhores posições nas paradas | Melhores posições nas paradas | Vendas                       |
| Título | Detalhes | JPN                           | KOR                           | TW                            | US Heat                       | US World                      | Vendas                       |
| ------ | --- | ----------------------------- | ----------------------------- | ----------------------------- | ----------------------------- | ----------------------------- | ---------------------------- |
| She Is | - Lançamento: 24 de maio de 2016 - Gravadora(s): S.M. Entertainment, KT Music - Formato(s): CD, Download digital | 21                            | 1                             | 4                             | 20                            | 4                             | - KOR: 57,163+ - JPN: 3,279+ |

### Álbuns de compilação
| Título     | Detalhes | Melhores posições nas paradas | Melhores posições nas paradas | Melhores posições nas paradas | Melhores posições nas paradas | Vendas                       |
| Título     | Detalhes | JPN                           | KOR                           | TW                            | US World                      | Vendas                       |
| ---------- | --- | ----------------------------- | ----------------------------- | ----------------------------- | ----------------------------- | ---------------------------- |
| Story Op.1 | - Lançamento: 17 de setembro de 2015 - Gravadora(s): S.M. Entertainment, KT Music - Formato(s): CD, Download digital | 15                            | 3                             | 6                             | 7                             | - KOR: 26,954+ - JPN: 2,672+ |
| Story Op.2 | - Lançamento: 24 de abril de 2017 - Gravadora(s): S.M. Entertainment, KT Music - Formato(s): CD, Download digital    | 30                            | 2                             | 4                             | 7                             | - KOR: 37,859+ - JPN: 2,524  |

## Extended plays
| Título | Detalhes | Melhores posições nas paradas | Melhores posições nas paradas | Melhores posições nas paradas | Melhores posições nas paradas | Melhores posições nas paradas | Vendas         |
| Título | Detalhes | JPN                           | KOR                           | TW                            | US Heat                       | US World                      | Vendas         |
| ------ | --- | ----------------------------- | ----------------------------- | ----------------------------- | ----------------------------- | ----------------------------- | -------------- |
| Base   | - Lançamento: 12 de janeiro de 2015 - Gravadora(s): S.M. Entertainment, KT Music - Formato(s): CD, Download digital | 14                            | 1                             | 1                             | 20                            | 1                             | - KOR: 76,995+ |

## Singles
| "데자-부 (Déjà-Boo)" (featuring Zion.T)                                                  | 2015 | 1   | 21 | - KOR: 398,873+ | Base                  |
| "Crazy (Guilty Pleasure)" (featuring Iron)                                               | 2015 | 5   | 12 | - KOR: 125,629+ | Base                  |
| "하루의 끝 (End of a Day)"                                                               | 2015 | 26  | —  | - KOR: 137,555+ | Story Op.1            |
| "한마디 (Your Voice)" (with Heritage)                                                    | 2016 | 106 | —  | - KOR: 29,836+  | S.M. Station Season 1 |
| "좋아 (She Is)"                                                                          | 2016 | 14  | 18 | - KOR: 153,894+ | She Is                |
| "Inspiration"                                                                            | 2016 | —   | 19 | —               | S.M. Station Season 1 |
| "Lonely" (featuring Taeyeon)                                                             | 2017 | 18  | —  | - KOR: 103,329+ | Story Op.2            |
| "—" indica lançamentos que não figuraram nas paradas ou não foram lançados nessa região. |      |     |    |                 |                       |

## Colaborações
| "交错的爱 (Wrongly Given Love)" (Zhang Liyin featuring Jonghyun)                         | 2008 | — | —  | —               | I Will                      |
| "우울시계 (A Gloomy Clock)" (IU featuring Jonghyun)                                      | 2013 | 6 | 11 | - KOR: 349,486+ | Modern Times                |
| "Oh Yeah" (Uhm Jung-hwa featuring Jonghyun)                                              | 2016 | — | —  | —               | The Cloud Dream of the Nine |
| "—" indica lançamentos que não figuraram nas paradas ou não foram lançados nessa região. |      |   |    |                 |                             |

## Trilhas sonoras
| "So Goodbye"                                                                             | 2011 | 28  | - KOR: 402,783+ | City Hunter OST Part 2                 |
| "백분의 일 (1 Out of 100)"                                                               | 2013 | 148 | - KOR: 30,068+  | The King's Dream OST Part 3            |
| "She"                                                                                    | 2014 | 67  | - KOR: 55,727+  | Birth of a Beauty OST Part 1           |
| "그 이름 (Named)" (com Taemin)                                                           | 2015 | 36  | - KOR: 102,429+ | Who Are You: School 2015 OST Part 6    |
| "Beautiful Lady"                                                                         | 2015 | 118 | - KOR: 25,366+  | Oh My Venus OST Part 1                 |
| "사랑해 이 말 밖엔 (Only The Words I Love You)"                                          | 2015 | 62  | - KOR: 47,992+  | Two Yoo Project - Sugar Man OST Part 5 |
| "—" indica lançamentos que não figuraram nas paradas ou não foram lançados nessa região. |      |     |                 |                                        |

## Outras aparições
| "너무 그리워 (Miss You)" (como parte do S.M. The Ballad)                                 | 2010 | 16  | —  | — | —               | SM the Ballad Vol. 1 – Miss You         |
| "Hot Times (시험하지 말기)" (como parte do S.M. The Ballad)                              | 2010 | 93  | —  | — | —               | SM the Ballad Vol. 1 – Miss You         |
| "Don't Lie" (com Jino featuring Henry, como parte do S.M. The Ballad)                    | 2010 | 135 | —  | — | —               | SM the Ballad Vol. 1 – Miss You         |
| "Let's Go" (como parte do G-20)                                                          | 2010 | 116 | —  | — | —               | Lançamento sem álbum                    |
| "Dear My Family" (como parte do SM Town)                                                 | 2012 | —   | —  | — | —               | I AM. OST                               |
| "You Are A Miracle" (com vários artistas)                                                | 2013 | 32  | —  | — | - KOR: 53,496+  | 2013 SBS Gayo Daejun Friendship Project |
| "숨소리 (Breath)" (com Taeyeon, como parte do S.M. The Ballad)                           | 2014 | 3   | 6  | 8 | - KOR: 464,673+ | SM the Ballad Vol. 2 – Breath           |
| "하루 (A Day Without You)" (com Chen, como parte do S.M. The Ballad)                     | 2014 | 8   | 21 | — | - KOR: 138,388+ | SM the Ballad Vol. 2 – Breath           |
| "엘리베이터 (Elevator)"                                                                  | 2015 | —   | —  | — | —               | Monthly Live Connection Track 1         |
| "가을이긴 한가 봐 (I Guess Now It's the Fall)" (com Go Young-bae)                        | 2015 | —   | —  | — | —               | Monthly Live Connection Track 2         |
| "애월 (愛月)" (Aewol) (com Jung Joon-young)                                              | 2015 | —   | —  | — | —               | Monthly Live Connection Track 3         |
| "—" indica lançamentos que não figuraram nas paradas ou não foram lançados nessa região. |      |     |    |   |                 |                                         |

## Outras canções cartografadas
| "Love Belt" (featuring Younha)                                                           | 2015 | 16  | - KOR: 67,205+ | Base       |
| "할렐루야 (Hallelujah)"                                                                  | 2015 | 27  | - KOR: 33,544+ | Base       |
| "일인극 (MONO-Drama)"                                                                    | 2015 | 28  | - KOR: 33,867+ | Base       |
| "시간이 늦었어 (Beautiful Tonight)"                                                      | 2015 | 29  | - KOR: 34,488+ | Base       |
| "NEON"                                                                                   | 2015 | 37  | - KOR: 30,370+ | Base       |
| "U & I"                                                                                  | 2015 | 56  | - KOR: 57,057+ | Story Op.1 |
| "산하엽 (Diphylleia grayi)"                                                              | 2015 | 93  | - KOR: 36,028+ | Story Op.1 |
| "Like You"                                                                               | 2015 | 96  | - KOR: 33,924+ | Story Op.1 |
| "02:34"                                                                                  | 2015 | 101 | - KOR: 35,033+ | Story Op.1 |
| "그래도 되지 않아? (Fine)"                                                               | 2015 | 110 | - KOR: 31,539+ | Story Op.1 |
| "내일쯤 (Maybe Tomorrow)"                                                                | 2015 | 114 | - KOR: 30,893+ | Story Op.1 |
| "미안해 (I'm Sorry)"                                                                     | 2015 | 116 | - KOR: 30,339+ | Story Op.1 |
| "Happy Birthday"                                                                         | 2015 | 121 | - KOR: 27,832+ | Story Op.1 |
| "White T-Shirt"                                                                          | 2016 | 65  | - KOR: 43,540+ | She Is     |
| "우주가 있어 (Orbit)"                                                                    | 2016 | 91  | - KOR: 31,822+ | She Is     |
| "Moon"                                                                                   | 2016 | 109 | - KOR: 27,446+ | She Is     |
| "Dress Up"                                                                               | 2016 | 113 | - KOR: 25,389+ | She Is     |
| "AURORA"                                                                                 | 2016 | 114 | - KOR: 25,264+ | She Is     |
| "Cocktail"                                                                               | 2016 | 118 | - KOR: 24,959+ | She Is     |
| "Suit Up"                                                                                | 2016 | 119 | - KOR: 24,636+ | She Is     |
| "RED"                                                                                    | 2016 | 121 | - KOR: 24,313+ | She Is     |
| "1000"                                                                                   | 2017 | —   | - KOR: 19,070+ | Story Op.2 |
| "—" indica lançamentos que não figuraram nas paradas ou não foram lançados nessa região. |      |     |                |            |

## Videos musicais
| Canção                                           | Ano  | Notas                            | Ref.   |
| ------------------------------------------------ | ---- | -------------------------------- | ------ |
| "Crazy (Guilty Pleasure)"                        | 2015 | featuring Iron                   | [ 73 ] |
| "데자-부 (Déjà-Boo)"                             | 2015 | featuring Zion.T; Showcase Stage | [ 74 ] |
| "할렐루야 (Hallelujah)" (Dance Practice Version) | 2015 |                                  | [ 75 ] |
| "하루의 끝 (End of a Day)"                       | 2015 |                                  | [ 76 ] |
| "한마디 (Your Voice)"                            | 2016 | com Heritage; Prologue           | [ 77 ] |
| "좋아 (She Is)"                                  | 2016 |                                  | [ 78 ] |
| "Lonely"                                         | 2017 | featuring Taeyeon                | [ 79 ] |